# Метаболічний ацидоз
Метаболічний ацидоз, негазовий ацидоз — це серйозне електролітне порушення, що характеризується порушенням кислотно-основного балансу в організмі. Метаболічний ацидоз має три основні причини: підвищене вироблення кислоти, втрату бікарбонату та знижену здатність нирок виводити надлишок кислоти. Метаболічний ацидоз може призвести до ацидемії, яка визначається як рН артеріальної крові нижче 7,35. Ацидемія та ацидоз не є взаємовиключними — pH та концентрація іонів водню також залежать від співіснування інших порушень кислотно-основного балансу, тому рівень pH у людей з метаболічним ацидозом може коливатися від низького до високого.
Гострий метаболічний ацидоз, що триває від кількох хвилин до кількох днів, часто виникає під час серйозних захворювань або госпіталізацій і зазвичай викликається надмірною кількістю органічних кислот (кетокислот при кетоацидозі або молочної кислоти при лактатацидозі). Стан хронічного метаболічного ацидозу, що триває від кількох тижнів до років, може бути результатом хронічної хвороби нирок та/або втрати бікарбонатів. Негативний вплив гострого та хронічного метаболічного ацидозу також відрізняється, причому гострий метаболічний ацидоз впливає на серцево-судинну систему, а хронічний — ще й на м'язи, кістки, нирки.

## Ознаки та симптоми

### Гострий метаболічний ацидоз
Симптоми не є специфічними, і діагностика може бути складною, якщо у пацієнтів немає чітких показань для взяття проб газів крові. Симптоми можуть включати серцебиття, головний біль, змінений психічний стан, такий як сильна тривога через гіпоксію, зниження гостроти зору, нудоту, блювання, біль у животі, змінений апетит та збільшення ваги, м'язову слабкість, біль у кістках та біль у суглобах. У людей з гострим метаболічним ацидозом може спостерігатися глибоке, прискорене дихання, яке називається диханням Куссмауля, що класично пов'язане з діабетичним кетоацидозом. Швидкі глибокі вдихи збільшують кількість видихуваного вуглекислого газу, тим самим знижуючи його рівень в сироватці крові, що призводить до певної компенсації. Гіперкомпенсація через респіраторний алкалоз з формуванням алкаліємії не відбувається.
Екстремальна ацидемія також може призвести до неврологічних та серцевих ускладнень:
- Неврологічні: млявість, ступор, кома, судоми
- Серцева недостатність: порушення серцевого ритму (наприклад, шлуночкова тахікардія) та знижена реакція на адреналін, що призводить до зниження артеріального тиску.

Фізикальне обстеження іноді може виявити ознаки захворювання, але в іншому часто є нормальним. При отруєнні етиленгліколем можуть бути ознаки порушень з боку черепних нервів, а набряк сітківки може бути ознакою інтоксикації метанолом.

### Хронічний метаболічний ацидоз
Хронічний метаболічний ацидоз має неспецифічні клінічні симптоми, але його можна легко діагностувати шляхом визначення рівня бікарбонату в сироватці крові у пацієнтів із хронічною хворобою нирок (ХХН) у рамках розширеного метаболічного обстеження. Пацієнтам із ХХН стадій G3–G5 слід регулярно проходити скринінг на метаболічний ацидоз.

## Діагностичний підхід та причини
Метаболічний ацидоз призводить до зниження pH сироватки крові, що зумовлено метаболічною, а не дихальною дисфункцією. Зазвичай концентрація бікарбонату в сироватці крові <22 мЕкв/л, що нижче нормального діапазону від 22 до 29 мЕкв/л, стандартна основа більш негативна, ніж -2 (дефіцит основ), а pCO2 знижено в результаті гіпервентиляції в спробі відновити нормальний pH. Інколи при змішаному кислотно-основному розладі, коли метаболічний ацидоз не є основним, pH може бути нормальним або підвищеним. За відсутності хронічного респіраторного алкалозу, метаболічний ацидоз можна клінічно діагностувати шляхом аналізу розрахованого рівня бікарбонату в сироватці крові.

### Причини
Зазвичай метаболічний ацидоз виникає, коли організм виробляє занадто багато кислоти (наприклад, лактатацидоз, див. розділ нижче), відбувається втрата бікарбонату з крові або коли нирки не виводять достатньо кислоти з організму.
Хронічний метаболічний ацидоз найчастіше спричинений зниженою здатністю нирок виводити надлишок кислот шляхом ниркового аміакогенезу. Типова західна дієта щодня призводить до вироблення 75–100 мекв кислоти, а люди з нормальною функцією нирок збільшують вироблення аміаку, щоб її позбутися. Зі зниженням функції нирок канальці втрачають здатність виводити надлишок кислоти, що призводить до її буферизації за допомогою бікарбонату сироватки, а також його запасів у кістках і м'язах.
Існує багато причин гострого метаболічного ацидозу, тому їх корисно групувати за наявністю або відсутністю нормального аніонного інтервалу.
Збільшений аніонний інтервал
Причини збільшення аніонного інтервалу включають:
- Лактацидоз[10]
- Кетоацидоз (наприклад, діабетичний, алкогольний або голодний)[11]
- Хронічна ниркова недостатність[12]
- 5-оксопролінемія внаслідок тривалого прийому високих доз ацетамінофену з виснаженням глутатіону[13] (часто спостерігається при сепсисі, печінковій недостатності, нирковій недостатності або недоїданні)
- Інтоксикація:
  - Саліцилати, метанол, етиленгліколь[11]
  - Органічні кислоти, паральдегід, етанол, формальдегід[14]
  - Чадний газ, ціанід, ібупрофен, метформін[15]
- Пропіленгліколь (метаболізується до L- та D-лактату та часто міститься у складі інфузій для певних внутрішньовенних препаратів, що використовуються у відділенні інтенсивної терапії)[16]
- Масивний рабдоміоліз[17]
- Ізоніазид, залізо, фенелзин, транілципромін, вальпроєва кислота, верапаміл[18]
- Топірамат
- Сульфати[19]

Нормальна аніонний інтервал
Причини нормального аніонного інтервалу включають:
- Додавання неорганічної кислоти
  - Інфузія / вживання всередину HCl, NH
4Cl
- Втрата основ зі шлунково-кишкового тракту
  - Діарея
  - Тонкокишкова нориця/дренаж
  - Хірургічне відведення сечі в петлі кишківника
- Втрата основ / затримка кислоти нирками:
  - Проксимальний нирковий тубулярний ацидоз
  - Дистальний нирковий тубулярний ацидоз
- Гіпераліментація
- Хвороба Аддісона
- Ацетазоламід
- Спіронолактон
- Фізіологічна інфузія

Для розрізнення основних типів метаболічного ацидозу дуже корисним є клінічний інструмент, який називається аніонним інтервалом (АІ). Він розраховується шляхом віднімання суми сироваткових концентрацій основних аніонів, хлориду та бікарбонату, від сироваткової концентрації основного катіона, натрію. (Концентрацію калію в сироватці крові можна додати до розрахунку, але це лише змінює нормальний референтний діапазон АІ)
Оскільки концентрація натрію в сироватці крові вища, ніж сумарні концентрації хлориду та бікарбонату, відзначається «аніонний інтервал». Насправді сироватка є електронейтральною через наявність інших другорядних катіонів (калію, кальцію та магнію) та аніонів (альбуміну, сульфату та фосфату), які не вимірюються в рівнянні, що розраховує АІ.
Нормальне значення АІ становить 8–16 ммоль/л (12±4). Підвищений АІ (тобто > 16 ммоль/л) вказує на наявність надлишку «невиміряних» аніонів, таких як молочна кислота в анаеробному метаболізмі, що виникає внаслідок гіпоксії тканин, гліколева та мурашина кислоти, що утворюються внаслідок метаболізму токсичних спиртів, кетокислоти, що утворюються, коли ацетил-КоА піддається кетогенезу, а не вступає в трикарбоксильний (цикл Кребса), та недостатність ниркової екскреції продуктів метаболізму, таких як сульфати та фосфати.
Для визначення етіології метаболічного ацидозу зі збільшеним АІ корисні додаткові дослідження, включаючи виявлення осмольного інтервалу, що вказує на наявність токсичного спирту, вимірювання кетонів сироватки крові, що вказує на кетоацидоз, а також дослідження функції нирок та аналіз сечі для виявлення ниркової дисфункції.
Підвищений рівень білка (альбуміну, глобулінів) теоретично може збільшити АІ, але у клініці високі рівні білка зазвичай не зустрічаються. Гіпоальбумінемія, яка часто зустрічається клінічно, маскує дефіцит аніонів. Як правило, зниження рівня альбуміну в сироватці крові на 1 г/л зменшує АІ на 0,25 ммоль/л

## Патофізіологія

### Компенсаційні механізми
Метаболічний ацидоз характеризується низькою концентрацією бікарбонату (HCO−
3), що може статися зі збільшенням утворення кислот (таких як кетокислоти або молочна кислота), надмірною втратою HCO−
3 нирками або шлунково-кишковим трактом, або нездатність виробляти достатню кількість HCO−
3. Таким чином, демонструється важливість підтримки балансу між кислотами та основами в організмі для підтримки оптимального функціонування органів, тканин і клітин.
Організм регулює кислотність крові за допомогою чотирьох буферних механізмів.
- Бікарбонатний буфер
- Внутрішньоклітинний буфер: шляхом поглинання атомів водню різними молекулами, включаючи білки, фосфати та карбонат у кістках.
- Дихальна компенсація. Гіпервентиляція призведе до видалення більшої кількості вуглекислого газу з організму і тим самим підвищить pH.
- Ниркова компенсація

### Буфер
Зниження рівня бікарбонату, що характеризує метаболічний ацидоз, зумовлене двома окремими процесами: буферним процесом (з води та вуглекислого газу) та додатковим утворенням в нирках. Буферні реакції: {\displaystyle {\ce {H+ + HCO3- <=> H2CO3 <=> CO2 + H2O}}}
Рівняння Гендерсона-Хассельбальха математично описує зв'язок між pH крові та компонентами бікарбонатної буферної системи: {\displaystyle p{\ce {H}}=pK_{\text{a}}+\operatorname {\mathrm {Log} } {\frac {\left[{\ce {HCO3^-}}\right]}{\left[{\ce {CO2}}\right]}}{\text{,}}} де pKa ≈ 6.1. В клінічній практиці концентрацію CO2 зазвичай визначають за законом Генрі з PaCO2, парціального тиску CO2 в артеріальній крові {\displaystyle [{\ce {CO2}}]=(0.03{\text{ L}}^{-1}/{\text{mmHg}})\times P_{{\text{a}}{\ce {CO2}}}{\text{.}}}
Наприклад, апарати для вимірювання газів крові зазвичай визначають концентрацію бікарбонату за виміряними значеннями pH та PaCO2. Математично, алгоритм підставляє формулу закону Генрі в рівняння Гендерсона-Хассельбаха, а потім переставляє: {\displaystyle \left[{\ce {HCO3^-}}\right]=(0.03{\text{ L}}^{-1}/{\text{mmHg}})P_{{\text{a}}{\ce {CO2}}}\cdot 10^{p{\ce {H}}-pK_{\text{a}}}} На рівні моря нормальні значення можуть бути pH ≈ 7.4 та PaCO2 ≈ 40 mmHg.; це означає {\displaystyle {\begin{aligned}\left[{\ce {HCO3^-}}\right]&=(0.03{\text{ L}}^{-1}/{\text{mmHg}})(40{\text{ mmHg}})\cdot 10^{7.4-6.1}\\&=24{\text{ L}}^{-1}\end{aligned}}}

## Наслідки

### Гострий метаболічний ацидоз
Гострий метаболічний ацидоз найчастіше виникає під час госпіталізацій та при гострих критичних захворюваннях. Це явище часто пов'язано з поганим прогнозом, а рівень смертності сягає 57 %, якщо pH залишається без корекції на рівні 7,20. При нижчих рівнях pH гострий метаболічний ацидоз може призвести до порушення кровообігу та функції органів-мішеней.

### Хронічний метаболічний ацидоз
Хронічний метаболічний ацидоз зазвичай виникає у людей із хронічною хворобою нирок з розрахунковою швидкістю клубочкової фільтрації (рШКФ) менше 45 мл/хв/1,73 м², найчастіше з легким або помірним ступенем тяжкості. Однак метаболічний ацидоз може проявлятися раніше. Численні дослідження на тваринах і людях показали, що метаболічний ацидоз при ХХН, враховуючи його хронічну природу, має глибокий негативний вплив на клітинну функцію, загалом сприяючи погіршенню стану пацієнтів.
Найбільш несприятливими наслідками хронічного метаболічного ацидозу у людей із ХХН, і зокрема для тих, хто має термінальну стадію ниркової недостатності, є негативні зміни кісток та м'язів. Буферизація кислот призводить до втрати щільності кісткової тканини, що збільшує ризик переломів кісток, ниркової остеодистрофії та захворювань кісток. Також підвищений катаболізм білка призводить до атрофії м'язів. Крім того, метаболічний ацидоз при ХХН також пов'язаний зі зниженням рШКФ, він є як ускладненням ХХН, так і основною причиною прогресування ХХН.

## Лікування
Лікування метаболічного ацидозу залежить від основної причини та має бути спрямоване на її усунення. Розглядаючи курс лікування, важливо розрізняти гостру та хронічну форми.

### Гострий метаболічний ацидоз
Терапія бікарбонатом терапія зазвичай призначається пацієнтам з тяжкою гострою ацидемією (pH < 7,11) або з менш тяжкою ацидемією (pH 7,1–7,2) та тяжким гострим ураженням нирок. Терапія бікарбонатом не рекомендується людям з менш тяжким ацидозом (pH ≥ 7,1), окрім випадків тяжкого гострого ураження нирок. У дослідженні BICAR-ICU терапія бікарбонатом для підтримки pH >7,3 не мала загального впливу на сукупний показник смертності від усіх причин та наявність принаймні однієї органної недостатності на 7-й день. Однак, у підгрупі пацієнтів з тяжким гострим ураженням нирок, терапія бікарбонатом статистично значуще знизила первинну кінцеву точку та 28-денну смертність, а також потребу в діалізі.

### Хронічний метаболічний ацидоз
У пацієнтів із хронічною хворобою нирок (ХХН) лікування метаболічного ацидозу уповільнює її прогресування. Дієтичні втручання для лікування хронічного метаболічного ацидозу включають вживання фруктів та овочів, що викликають утворення основних речовин, що сприяють зменшенню екскреції кислоти з сечею та збільшують об'єм CO2. Нещодавні дослідження також показали, що обмеження білка в раціоні за допомогою вегетаріанських дієт з дуже низьким вмістом білка, доповнених кетоаналогами, також є безпечним варіантом корекції метаболічного ацидозу у пацієнтів із ХХН.
Наразі найпоширенішим методом лікування хронічного метаболічного ацидозу є пероральне призначення бікарбонату. Керівні принципи NKF/KDOQI рекомендують починати лікування, коли рівень бікарбонату в сироватці крові <22 мЕк/л, щоб підтримувати рівень ≥ 22 мЕк/л. Дослідження, що вивчали вплив пероральної основної терапії, продемонстрували покращення рівня бікарбонату в сироватці крові, що призвело до уповільнення зниження функції нирок та зменшення протеїнурії, що, своєю чергою, спричинило зниження ризику прогресування до ниркової недостатності. Однак побічні ефекти пероральної основної терапії включають шлунково-кишкову непереносимість, погіршення набряків та посилення гіпертензії. Крім того, для лікування хронічного метаболічного ацидозу потрібні великі дози пероральних основ, а навантаження таблетками може обмежувати дотримання режиму лікування.
Вевеример (TRC 101) — це перспективний досліджуваний засіб, призначений для лікування метаболічного ацидозу шляхом зв'язування з кислотою в шлунково-кишковому тракті та виведення її з організму з калом, що, своєю чергою, зменшує кількість кислоти в організмі та підвищує рівень бікарбонату в крові. Результати подвійного сліпого плацебо-контрольованого 12-тижневого клінічного дослідження 3-ї фази у людей із ХХН та метаболічним ацидозом продемонстрували, що Веверімер ефективно та безпечно коригує метаболічний ацидоз у короткостроковій перспективі, а сліпе, плацебо-контрольоване 40-тижневе продовження дослідження, що оцінювало довгострокову безпеку, продемонструвало стійке покращення фізичної функції та комбінованої кінцевої точки дослідження (смерті, діалізу або зниження рШКФ на 50 %).